# Saison 1 de NCIS: Hawaiʻi
Chronologie
Saison 2
Cet article présente le guide des épisodes de la première saison de la série télévisée américaine NCIS: Hawaiʻi

## Synopsis
L'agent spécial Jane Tennant dirige une équipe d'agents du Naval Criminal Investigative Service. Elle est la première femme à occuper ce poste. Elle et son équipe travaillent au bureau de Pearl Harbor sur l'île d'Oahu à Hawaï. Ils enquêtent sur des crimes liés à l'armée et à la sécurité nationale.

## Distribution

### Acteurs principaux
- Vanessa Lachey (VF : Claire Morin) : Jane Tennant
- Alex Tarrant (VF : Baptiste Marc) : Kai Holman
- Noah Mills (VF : Thomas Roditi) : Jesse Boone
- Yasmine Al-Bustami (VF : Aurélie Konaté) : Lucy Tara
- Jason Antoon (en) (VF : Mathieu Buscatto) : Ernie Malik
- Tori Anderson (VF : Hélène Bizot) : Kate Whistler
- Kian Talan (VF : Andrea Santamaria) : Alex Tennant

### Acteurs récurrents
- Enver Gjokaj (VF : Jérémy Prévost) : Capitaine Joe Milius
- Sharif Atkins (VF : Raphaël Cohen) : Sergent Norman « Boom Boom » Gates
- Mahina Napoleon (VF : Iliana Sakji) : Julie Tennant
- Julie White (VF : Marie-Martine) : Maggie Shaw
- Seana Kofoed (en) (VF : Bénédicte Charton) : Carla Chase
- Mark Gessner (en) (VF : Cédric Ingard) : Agent Neil Pike
- Moses Goods (VF : Cyprien Fiassé) : Wally Holman
- Anthony Ruivivar (VF : Luc Boulad) : Daniel Tennant
- Danielle Zalopany (VF : Marie Tirmont) : Hina

### Invités
- Beulah Koale (en) : David Sola
- Chloe Csengery (VF : Marie Sambourg) : Gracie Boone
- Lauren Cook (VF : Juliette Poissonnier) : Détective Dalia Reed
- Erica Wong (VF : Audrey Sourdive) : Myra
- Linc Hand (VF : Fabrice Lelyon) : Charlie 1

### Invités deNCIS: Enquêtes spéciales
- Wilmer Valderrama (VF : Eilias Changuel) : Nick Torres
- Katrina Law (VF : Laetitia Laburthe-Tolra) : Jessica Knight
- Gary Cole (VF : Philippe Vincent) : Alden Parker
- Diona Reasonover (VF : Vanessa Van-Geneugden) : Kasie Hisnes
- Rocky Carroll (VF : Serge Faliu) : Leon Vance (non-crédité)

### Épisode 1:Aloha
- États-Unis : 20 septembre 2021 sur CBS
- France : 18 février 2023 sur M6
- Suisse : 17 novembre 2024 sur RTS 1

- États-Unis : 6,58 millions de téléspectateurs[1]
- France : 1.64 millions de téléspectateurs[2]

- Amber Abara : Sally
- Jamaal Burcher : Charles Randolph
- Blaze Cosner : Moke
- Pedro Lemus Jr. : Garde d'honneur de la marine
- Chris Magpoc : Technicien de médecine légale
- Jordan Matlock : Touriste #1
- Jacob White : Touriste #2
- Ryan Pagan : Officier du HPD #1
- Chris Kim : Officier du HPD #2
- Keala Patterson : Barmaid
- Louis Steiner : Maître d'armes
- Kala'e Camarillo : Chanteur
- Josh Squire : Joggeur (non-crédité)

### Épisode 2:Braquage
- États-Unis : 27 septembre 2021 sur CBS
- France : 18 février 2023 sur M6
- Suisse : 17 novembre 2024 sur RTS 1

- États-Unis : 5.54 millions de téléspectateurs[3]

- Fiona Rene : Melissa Garland
- Chris McGarry : Hugh Lowry
- Marcus Hanson : Karl Pike
- Romualdo Castillo : William Strafford
- Kimo Kaona : Eli Kealoha, directeur adjoint de banque
- Remi Bakkar : Cambrioleur #3
- Darny Chau : Technicien de police scientifique (non-crédité)
- Luis Pereira : Officier du HPD (non-crédité)
- Scott M. Schewe : Officier du HPD D. Nunes (non-crédité)
- Andrea Elizabeth Sikkink : Agent (non-crédité)

### Épisode 3:La Recrue
- États-Unis : 4 octobre 2021 sur CBS
- France : 25 février 2023 sur M6
- Suisse : 24 novembre 2024 sur RTS 1

- États-Unis : 5.54 millions de téléspectateurs[4]
- France : 1.28 millions de téléspectateurs[5]

- Dustin Nguyen : Sunny Oania
- Lydia Look : Andrea Pacheco
- Ben Venturina : Lee Oania
- Martin Martinez : Brad Pacheco
- Carlin James : Kekoa Neal
- Jason Quinn : Miles Hayward
- Marcia Lynn Anthony : Officier de la Navy
- Anthony Means : Garçon d'Oania #1
- Luis Pereira : Officier du HPD (non-crédité)
- Scott M. Schewe : Officier du HPD D. Nunes (non-crédité)
- Andrea Elizabeth Sikkink : Agent (non-crédité)
- Josh Squire : Pagayeur (non-crédité)

### Épisode 4:Au nom du fils
- États-Unis : 11 octobre 2021 sur CBS
- France : 25 février 2023 sur M6
- Suisse : 24 novembre 2024 sur RTS 1

- États-Unis : 5.29 millions de téléspectateurs[6]
- France : 1.01 millions de téléspectateurs[7]

- Kanoa Goo : Hoku Alia
- T.V. Carpio : Nalani Whitman
- Kila Packett : Kaleo Whitman
- Tom Schanley : Crazy Sam
- Sir Cornwell : Micah Whitman
- Duane Char : Médecin
- Hanale Kaanapu : Paniolo
- Darny Chau : Infirmière (non-crédité)
- Armani Makaiwa : Keiki (non-crédité)
- Josh Squire : Personnel d'accueil de Wally's (non-crédité)

### Épisode 5:Faux-semblants
- États-Unis : 18 octobre 2021 sur CBS
- France : 4 mars 2023 sur M6

- États-Unis : 5.35 millions de téléspectateurs[8]
- France : 1.01 millions de téléspectateurs[9]

- Madeline Zima : Abby Nelson
- Sonny Saito : Commandant Tanaka
- Toshiji Takeshima : Inspecteur Kento Mori
- Saxon Sawai : Akio Miyake
- Eriko Okada : Femme japonaise
- Grant Udagawa : Marin chanteur japonais #1
- Wayne Chi : Marin chanteur japonais #2
- Ryan Nishi : Marin chanteur japonais #3
- Wesley Busser : Légiste
- Darny Chau : VIP (non-crédité)

### Épisode 6:Double vie
- États-Unis : 1er novembre 2021 sur CBS
- France : 4 mars 2023 sur M6

- États-Unis : 5.07 millions de téléspectateurs[10]

- Chloe Lanier : Kayla Barlow
- Titus Makin Jr. : Lieutenant Adam Parish
- Ashley Doris : Guide
- Ivana Skelin : Touriste européenne
- Efka Kvaraciejus : Touriste européen
- Geronimo Son : John Casings
- Darny Chau : VIP (non-crédité)
- Tim Herkenhoff : VIP (non-crédité)
- Armani Makaiwa : Keiki (non-crédité)
- Scott M. Schewe : Photographe de scène de crime (non-crédité)

### Épisode 7:De l'ombre à la lumière
- États-Unis : 8 novembre 2021 sur CBS
- France : 11 mars 2023 sur M6

- États-Unis : 5.11 millions de téléspectateurs[11]
- France : 1.00 millions de téléspectateurs[12]

- Ashleigh LaThrop : Quartier-maître Tracy Moore
- Ashton Holmes : Eddie Foreman
- Jason Lee Hoy : Kyle Westbrook
- Chris Moss : Hunan Wade
- Padrick Shadeck : David Andrews
- Anthony J. Silva Jr. : Akamu Lui
- Darny Chau : Touriste japonais (non-crédité)
- Paul S.W. Lee : Patron du café (non-crédité)

### Épisode 8:Retour aux sources
- États-Unis : 29 novembre 2021 sur CBS
- France : 11 mars 2023 sur M6

- États-Unis : 5.02 millions de téléspectateurs[13]

- Rob Benedict : Damian Davenport
- Patrick Cage : Mike Williams
- Jenna Leigh Green : Morgan Davenport
- Jordan Belfi : Alan Shipley
- Jason Manuel Olazabal : Jake Tillman
- Kordell Kekoa : Kahu
- Keoni Maiwela : Riverain #1
- Pualani Avaeoru : Riverain #2
- Tumua Tuinei : Wilbert Kalili

### Épisode 9:L'Imposteur
- États-Unis : 6 décembre 2021 sur CBS
- France : 11 mars 2023 sur M6

- États-Unis : 5.16 millions de téléspectateurs[14]

- Ken Takemoto : Ken Ito
- Jeanne Sakata (en) : Vicky Ito
- Daisuke Tsuji : Major Mike Ito
- Andy Cohen : Ryan Barnett
- Jonathan Tanigaki : Nazo / Suzuki
- Chris Naoki Lee : Ito jeune
- Edem Atsu-Swanzy : Maître de cérémonie
- Alex Denney : Soldat américain
- Nick Masciangelo : Tête de perroquet
- Keane Ishii : Soldat impatient
- Chris Kim : Soldat malade
- Paul S.W. Lee : Soldat japonais de la Seconde Guerre Mondiale (non-crédité)

### Épisode 10:Meurtre sur les docks
- États-Unis : 3 janvier 2022 sur CBS
- France : 11 mars 2023 sur M6

- États-Unis : 4.91 millions de téléspectateurs[15]

- Christopher Redman : Clark Lohan
- Kim Hawthorne : Dr. Laura Frost
- Michael Broderick : Dr. Andrew Wilson
- Nathaniel Ashton : Tommy Wilson
- Ticondra Swartz : Agent Reyes
- Dustin McEwen : Russell Goodrick (non-crédité)
- Johnnie M. Purvis : Jason Roberts (non-crédité)

### Épisode 11:Coup de poker
- États-Unis : 17 janvier 2022 sur CBS
- France : 18 mars 2023 sur M6

- États-Unis : 5.01 millions de téléspectateurs[16]
- France : 1.07 millions de téléspectateurs[17]

- Bruce Altman : Ike Diamond
- Scott Lawrence : Juge Malcolm Keen
- Nick Gracer : Trey Santos
- Juliana Folk : Cara
- Omar Bustamante : Detective Roy Burr
- Mike Cabrera : Stanley Zhao
- Justin Scott : Bad Beat Rick
- Herman Stern : Maury Chauvin
- Tanoai Reed (en) : Garde du corps #1
- David Anthony Buglione : Garde du corps #2
- Luis Pereira : Officier du HPD Jimmy (non-crédité)
- Scott M. Schewe : Officier du HPD L. Kaanaana (non-crédité)

### Épisode 12:Bons baisers de Chine, 1re partie
- États-Unis : 23 janvier 2022 sur CBS
- France : 18 mars 2023 sur M6

- États-Unis : 9.79 millions de téléspectateurs[18]
- France : 0.90 millions de téléspectateurs[19]

- Danny Kang : Alan Liu
- April Parker Jones : Valerie Dalies
- Allan Tam : Propriétaire
- Christian Yeung : Major Joseph Cheng
- Darny Chau : Gardien du zoo (non-crédité)

### Épisode 13:Bons baisers de Chine, 2e partie
- États-Unis : 24 janvier 2022 sur CBS
- France : 18 mars 2023 sur M6

- États-Unis : 5.41 millions de téléspectateurs[20]

- Ardeshir Radpour : Raja
- Kimié Miner : Chanteur
- Evan Khay : Chanteur
- Leon Mobley : Chanteur
- Darny Chau : Agent du FBI (non-crédité)
- Peter Jang : Bao (non-crédité)
- Ernest Marsh : Fan de Waipio (non-crédité)
- Jordanblu Toon : Client (non-crédité)

### Épisode 14:Rupture
- États-Unis : 28 février 2022 sur CBS
- France : 25 mars 2023 sur M6

- États-Unis : 4.54 millions de téléspectateurs[21]
- France : 1.10 millions de téléspectateurs[22]

- Patrick Fischler : Glenn Smith
- Alec Mapa : Dr. Tony Lee
- David Call : Joel Johnson
- Laura James : Meg
- Betty Bolton : Représentant RH
- Tim Herkenhoff : Silkies
- Peter Togawa : Norwood

### Épisode 15:Kidnapping en haute mer
- États-Unis : 7 mars 2022 sur CBS
- France : 25 mars 2023 sur M6

- États-Unis : 5.38 millions de téléspectateurs[23]

- Louise Barnes : Kaya Bredencamp
- Presciliana Esparolini : Rebecca Hely
- Jaiden Kaine : Bandile
- Nico David : Adrian Hely
- Emmanuel Kabongo : Pirate #2
- Victor Lozano : Capitaine
- Makana Say : Camarade de classe #1
- JP Graves-Lock : Camarade de classe #2
- Malia Aiello : Camarade de classe #3

### Épisode 16:Les Liens du sang
- États-Unis : 14 mars 2022 sur CBS
- France : 25 mars 2023 sur M6

- États-Unis : 5.10 millions de téléspectateurs[24]

- Ron Menzel : Donovan Mance
- Kate Cobb : Jenny Alika
- Aaron Abrams (acteur)Aaron Abrams : Chris Polis
- Johnny Cannizzaro : Ryan Delucci
- Corey Rieger : Anders
- Rafael Cabrera : Watts
- Andre Pelzer : Natchez
- Danny Hogan : Saugus
- Brad Berryhill : Harvey Colms
- David Greene : Alonzo Descanso
- Thomas Archer : Voix
- Darny Chau : Serveuse (non-crédité)
- Luis Pereira : Officier du HPD (non-crédité)
- Josh Squire : Joueur de baseball (non-crédité)

### Épisode 17:La Faille
- États-Unis : 21 mars 2022 sur CBS
- France : 1er avril 2023 sur M6

- États-Unis : 5.07 millions de téléspectateurs[25]
- France : 1.08 millions de téléspectateurs[26]

- Maury Sterling : 	Hank Braddock
- Brad Carter : Kevin Rooker
- Alex Quijano : Alan Mateo
- Rafael Cebrián : Rodney Shine
- Napoleon Tavale : Thomas Priestley
- Nicholas Koenig : Dax McAffrey
- Scott M. Schewe : Sergent du HPD P. James (non-crédité)

### Épisode 18:T'N'T
- États-Unis : 28 mars 2022 sur CBS
- France : 1er avril 2023 sur M6

- États-Unis : 6.13 millions de téléspectateurs[27]

- Teddy Sears : Greg Winslow
- Clark Freeman : Brent Spooner
- Gabrielle Byndloss : Tessa Holt
- David Bianchi : Kyle Jennings
- Angie Anderson : Gardien
- Paul L Patterson : Suspect #3
- Paul S.W. Lee : Équipe de réponse aux crimes majeurs (non-crédité)
- Josh Squire : Campeur local (non-crédité)

### Épisode 19:Le Cri d'une lionne
- États-Unis : 18 avril 2022 sur CBS
- France : 1er avril 2023 sur M6

- États-Unis : 5.09 millions de téléspectateurs[28]

- Bronson Pinchot : Darrin Schwartz
- Alisa Allapach : Melanie Dawes
- Charley Koontz : Siggy Williams
- Michael Ng : Kevin Trager
- Zack Duhame : Joseph Gooden
- Perry Kainoa : Officier de la Navy Reid Keller
- Yvonne Juarez : Infirmière
- Thomas Archer : Voix
- Josh Squire : Convention Center Attendee (non-crédité)

### Épisode 20:Dans la ligne de mire
- États-Unis : 2 mai 2022 sur CBS
- France : 8 avril 2023 sur M6

- États-Unis : 5.21 millions de téléspectateurs[29]
- France : 1.03 millions de téléspectateurs[30]

- Tom Lenk : Carter Dunlap
- Derek Phillips : Agent spécial du FBI Michael Curtis
- Dan Martin : Paul Johnson
- Abraham Lim : Neil Blake
- Siena Goines : Marci
- Teri Wyble : Skylar
- Jackson Mercado : Elliott Sacks
- Caro Pampillo : Andrea Medina
- Wolf Lee Counsel : Martin
- Scott M. Schewe : Sergent du HPD P. James (non-crédité)
- Josh Squire : Chasseur (non-crédité)

### Épisode 21:Le Pouvoir de l'amour
- États-Unis : 16 mai 2022 sur CBS
- France : 8 avril 2023 sur M6

- États-Unis :4.97  millions de téléspectateurs[31]
- France : 0.93 millions de téléspectateurs[32]

- Iman Nazemzadeh : Dr. Dunne
- Jason Downs : Anton Breskov
- Caitlin Mehner : Anna Freeloff
- Adam Aalderks : David Freeloff
- Sam Bass : Agent DSS imposant
- Nicholas Bonanno : Commandant Thomas Kelley
- Donta Tanner : Caporal Mason Cartwright
- Mary Thornton : Major Lydia Vail
- Mark Wilson : Fonctionnaire du Département d'État
- Tavana McMoore : Chanteur
- Scott M. Schewe : Sergent du HPD P. James (non-crédité)
- Josh Squire : Soldat philippin (non-crédité)

### Épisode 22:Sur le fil
- États-Unis : 23 mai 2022 sur CBS
- France : 8 avril 2023 sur M6

- États-Unis : 5.47 millions de téléspectateurs[33]
- France : 0.87 millions de téléspectateurs[34]

- Izabella Miko : Alina Nikitin
- Billy Boyd (acteur)Billy Boyd : Colin McIntyre
- Iman Nazemzadeh : Dr. Dunne
- Sam Bass : Agent DSS imposant
- Nicholas Bonanno : Commandant Thomas Kelley
- Mary Thornton : Major Lydia Vail
- Mark Wilson : Fonctionnaire du Département d'État
- Josh Squire : Local philippin (non-crédité)